# Sexta cruzada

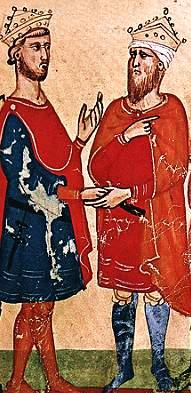
Encuentro entre el sultán ayubí al-Kamil y Federico II. El acuerdo entre los dos soberanos permitió a los cristianos recuperar por última vez Jerusalén
Lugar: Jerusalén.

La sexta cruzada (1228-1229), también conocida como la Cruzada de Federico II, fue una expedición militar para recuperar Jerusalén y el resto de Tierra Santa. Comenzó en 1228, tan solo siete años después del fracaso de la Quinta cruzada, y no hubo apenas combates. Las maniobras diplomáticas del emperador del Sacro Imperio Romano Germánico y rey de Sicilia, Federico II, dieron como resultado que el Reino de Jerusalén recuperara cierto control sobre Jerusalén durante gran parte de los quince años siguientes, así como sobre otras áreas de Tierra Santa, como Nazaret, Sidón, Jaffa y Belén.

## Antecedentes
El emperador Federico II había intervenido en la Quinta Cruzada, enviando tropas alemanas, pero sin llegar a acompañarlas personalmente, pues necesitaba consolidar su posición en Alemania e Italia antes de embarcarse en una aventura como la cruzada. No obstante, prometió tomar la cruz después de su coronación como emperador en 1220 por el papa Honorio III.La Sexta Cruzada se realizó sin permiso papal, en el año 1228 y fue realizada por Federico II. Logró reconquistar Belén, Nazareth y Jerusalén, convirtiéndose en su rey por decisión personal, aunque Jerusalén fue nuevamente ocupada en el año 1247.

## Viaje frustrado y enfrentamiento de Federico con el papa
En 1225 Federico se casó con Yolanda de Jerusalén (también llamada Isabella), hija de Juan de Brienne (rey nominal del Reino de Jerusalén) y María de Montferrato. Por esto Federico tenía aspiraciones al trono de dicho reino, o lo que es lo mismo, tenía una razón poderosa para intentar recuperar Jerusalén. En 1227, siendo ya papa Gregorio IX, Federico y su ejército partieron de Brindisi hacia Siria, pero una epidemia les obligó a volver a Italia. Esto le dio a Gregorio la excusa para excomulgar, por romper sus votos de cruzado, a Federico, que llevaba años luchando por consolidar el poder imperial en Italia a expensas del Papado. Tras varios intentos de negociación con el papa, Federico decidió embarcarse nuevamente hacia Siria en 1228 a pesar de la excomunión; llegó a Acre en septiembre.

## Intrigas en Tierra Santa
Una vez allí pronto se vio atrapado por la complicada política del Oriente Próximo. Por un lado, entre los propios cristianos muchos veían en esta nueva cruzada un intento de extender el poder imperial
donde los musulmanes tenían sus propias luchas internas, por lo que el sultán firmó un tratado con Federico para unirse contra su enemigo. A cambio, el emperador podría obtener varios territorios, entre ellos Jerusalén exceptuando la Cúpula de la Roca (sagrada para el islam) y una tregua de diez años. A pesar de la oposición del papa Gregorio IX a este acuerdo, Federico se coronó rey de Jerusalén, si bien legalmente actuaba como regente de su hijo Conrado IV de Alemania, nieto de Juan de Brienne.

## Regreso a Europa

Mapa de la Cruzada.

La partida de Jerusalén de Federico, acosado por graves problemas en Europa y la expiración de la tregua en 1239 supondría el final de la breve recuperación de Jerusalén por parte de los cruzados. La Ciudad Santa, reconquistada por los musulmanes en 1244 no volvería a estar en manos de cristianos hasta 1917. No obstante, Federico había sentado un precedente: la Cruzada podía tener éxito aun sin apoyo papal. A partir de ese momento los reyes europeos podían, por iniciativa propia, tomar la Cruz, como hicieron Luis IX de Francia (séptima cruzada y octava cruzada) y Eduardo I de Inglaterra (novena cruzada).